# Lysimachia physaloides
Lysimachia physaloides là một loài thực vật có hoa trong họ Anh thảo. Loài này được C. Y. Wu & C. Chen in F. H. Chen & C. M. Hu mô tả khoa học đầu tiên năm 1979.